# Элизабет Фрейзер
Элизабет Дэвидсон Фрейзер — шотландская певица и музыкант, автор песен. Наиболее известна как вокалистка новаторской дрим-поп группы Cocteau Twins, которая добилась международного успеха в основном во второй половине 1980-х годов. Их студийные альбомы Victorialand (1986) и Heaven or Las Vegas (1990) вошли в первую десятку британских чартов альбомов. Другие альбомы группы, включая Blue Bell Knoll (1988), Four-Calendar Café (1993) и Milk &amp; Kisses. (1996) попали в топ альбомов Billboard 200 в США, а также топ-20 в Великобритании. Она также выступала в составе группы 4AD This Mortal Coil, в том числе на сингле 1983 года «Song to the Siren», и в качестве гостя с Massive Attack на их сингле 1998 года «Teardrop».
Альбом Heaven or Las Vegas был включен в книгу "1001 альбом, который вы должны услышать " и занял 218-е место в третьем издании « 1000 лучших альбомов Колина Ларкина всех времен». В 2020 году журнал Rolling Stone поместил его на 245-е место в своем списке 500 величайших альбомов всех времен. Четыре студийных альбома Cocteau Twins заняли первое место в UK Indie Chart.
Когда Cocteau Twins распались, Фрейзер начала довольно сдержанную сольную карьеру и выступала в качестве приглашенного вокалиста для других артистов. В 2000 году она появилась вместе с Полом Бьюкененом и Питером Гэбриелом в программе Later… with Jools Holland, исполнив «Downside-Up». В 2000 году она выпустила сингл «Underwater» и девять лет спустя «Moses». Согласно непроверенной информации, на тот момент Фрейзер записала достаточно материала для дебютного студийного альбома; однако дата выпуска или дополнительная информация были неизвестны. В 2022 году Фрейзер выпустила EP Sun’s Signature, который включает переработанную версию её сингла 2000 года «Underwater». В мае 2022 года Фрейзер и бывшие соратники по группе Робин Гатри и Саймон Рэймонд были награждены премией Visionary Award от The Ivors Academy.
Её характерный стиль на протяжении всей карьеры получал высокие оценки критиков. Журналист Melody Maker Стив Сазерленд однажды назвал её «голосом Божьим». Критик Джейсон Анкени описала её как «совершенно уникальную исполнительницу, чей стремительный оперный вокал основан не столько на неком существующем языке, сколько на субъективных звуках и вербализованном выражении эмоций».

## Биография

### Ранние годы
Фрейзер родилась и выросла в Грейнджмуте, который она описала как «темный и душный промышленный городок». Её мать работала на заводе. Она была младшей из шести детей. В подростковом возрасте у неё развились расстройства пищевого поведения, и она заболела булимией . В 1996 году Фрейзер рассказала, что подверглась сексуальному насилию со стороны зятя и, возможно, своего отца, и что в 16 лет она была вынуждена покинуть родительский дом, потому что выглядела как панк. Музыка была важна как способ бегства; в то время на руках у Фрейзер были татуированные портреты её героев, таких как Сьюзи Сью. Она встретила своего партнера Робина Гатри в 17 лет. «Нас сближало то, что у меня не было собственных идей и мнений, а у него их была куча — достаточно для нас обоих. Причины взаимного влечения были странные».

### Cocteau Twins (1981—1997)
В 1981 году Фрейзер стала вокалисткой и автором текстов в Cocteau Twins (группа была основана в 1979 году Гатри и Уиллом Хегги): однажды ночью они увидели, как она танцевала в клубе и попросили её присоединиться к их группе. В то время ей было 17 лет, и она никогда не думала о себе как о певице. После взаимной притирки группа записала несколько треков, которые были отправлены в качестве демо Джону Пилу и Иво Уоттс-Расселу из 4AD, что привело к их подписанию контракта с лондонским лейблом и началу успешной музыкальной карьеры. Вскоре между Фрейзер и Гатри завязались отношения, и в 1989 году у них родилась дочь Люси Белль. Гатри свободно употреблял алкоголь и наркотики на протяжении всего времени их отношений, а у Фрейзер случился нервный срыв во время записи Four-Calendar Café . Они расстались в 1993 году, но музыкальные отношения между ними продолжались до 1998 года (в основном из-за договорных обязательств), когда группа окончательно распалась.
У Фрейзер были отношения с певцом Джеффом Бакли и они записали дуэт «All Flowers in Time Bend Towards the Sun», написанный вместе, но так и не выпущенный в продажу. Она рассказывает об их отношениях в документальном фильме BBC «Джефф Бакли: здесь все тебя хотят».

### Сторонние проекты
Ещё в составе Cocteau Twins, Фрейзер сотрудничала со многими артистами. Она появилась на первом диске хаус-группы This Mortal Coil (вместе со своими товарищами по группе Cocteau Twins).
После распада Cocteau Twins в 1997 году Фрейзер время от времени участвовала в проектах ряда исполнителей, из которых наиболее известны Крейг Армстронг (альбом The Space Between Us) и Питер Гэбриэл (проект OVO). Также широко известно её сотрудничество с Massive Attack на альбома Mezzanine 1998 года (включая международный хит « Teardrop „. Кроме того, она гастролировала с группой в 2006 году, и затем в 2018—2019 годах. Она также участвовала в записи саундтреков к нескольким фильмам, в том числе, “Властелин колец: Братство кольца» и «Властелин колец: Две башни». В 2005 году она появилась на альбоме Яна Тирсена Les Retrouvailles, исполнив два трека: «Kala» и «Mary».
В рамках проекта Sun’s Signature со своим партнером Дэймоном Рисом Фрейзер должна была выпустить одноимённый альбом 23 апреля 2022 года на лейбле Rough Trade Records. Альбом вышел 18 июня на лейбле Partisan Records, а сингл «Golden Air» — 6 апреля.

### Сольная карьера
Сольная карьера Фрейзер была нестабильной, она появлялась как гость на записях других артистов, изредка выпуская синглы и участвуя в концертах. В 2000 году ограниченным тиражом в 200 копий была выпущен сингл без маркировки «Underwater». Три года спустя она представила кавер-версию «At Last I Am Free» (первоначально группы 70-х Chic, перепетой Робертом Уайаттом) на альбоме Stop Me If You Think You’ve Heard This One Before, посвященном 25- летию лейбла Rough Trade. В 2004 году её пригласили принять участие в аудиовыставке Shhh… в лондонском Музее Виктории и Альберта, для которой она подготовила пьесу под названием «Expectant Mood», которая так и не поступила в продажу.
В декабре 2006 года NME сообщил, что сольный альбом Фрейзер должен выйти в начале 2007 года. Альбом якобы будет включать восемь треков, один из которых будет кавер-версией. Альбом так и не был выпущен, в июне 2012 года отрывки из него прозвучали на BBC Radio 4.
В ноябре 2009 года Фрейзер выпустила сингл «Moses», доступный на 12-дюймовом виниле и для загрузки с сайта Rough Trade . Сингл был записан с Дэймоном Рисом и Джейком Дрейком-Брокманом и был посвящен памяти последнего.
В тандеме с перкуссионистом Деймоном Рисом (Echo & The Bunnymen, Massive Attack, Spiritualized) сформировала группу Sun's Signature. 29 июля 2022 года коллектив выпустил одноименный дебютный альбом на лейбле Partisan Records.